# Marta Fernández Vázquez
Marta Fernández Vázquez (Madrid, 8 de setembre de 1973) és una periodista espanyola que presenta la primera edició de Noticias Cuatro. Anteriorment, entre d'altres, ha sigut la presentadora de la primera edició d'Informativos Telecinco i de Las mañanas de Cuatro, pel qual rebé el premi a la millor comunicadora als Must! Awards de 2011.
Fernández es llicencià en Ciència de la Informació a la Universitat Complutense de Madrid. La seva carrera com a presentadora es va iniciar a Telemadrid com a presentadora de l'espai Madrid Directo i com a reportera de la secció d'esports. També va passar per l'àrea de cultura de Televisió Espanyola. Va arribar a la televisió procedent de la premsa, del desaparegut Diario 16.
S'incorpora a CNN+ el gener de 1999, quan encara no havien començat les emissions. Va ingressar el 2005 al canal de televisió Cuatro amb la seva arrencada, directament des de CNN+ (quan ambdós canals eren del Grupo Prisa), sent una de les cares dels informatius de migdia al costat de Marta Reyero. L'octubre de 2006 deixa els informatius i s'incorpora com a reportera i col·laboradora en el programa Las mañanas de Cuatro.
El novembre de 2007 s'anuncia el seu pas a Telecinco per acompanyar Hilario Pino (periodista amb qui va coincidir en CNN +) en els informatius del migdia. El 2009 va presentar programes especials de la Copa Confederacions a Telecinco, però, en l'últim quadrimestre —el setembre del mateix any— va copresentar l'informatiu de les 21h amb José Ribagorda. També va presentar El programa de Ana Rosa substituint Ana Rosa Quintana durant les seves vacances d'estiu.
El 13 setembre 2010 va començar a copresentar diàriament, al costat de David Cantero, i Sara Carbonero en els esports, els Informativos Telecinco en la seva edició de migdia. El 10 de gener de 2011 va tornar a Las mañanas de Cuatro com a presentadora en substitució de Concha García Campoy. Des de l'1 d'octubre de 2012 va compaginar el seu programa matinal amb un altre magazín vespertí similar anomenat Las tardes de Cuatro, que es va mantenir tan sols dos mesos en antena mentre és preproduïa l'espai de tarda Te vas a enterar. El del 26 d'abril de 2013 va ser el seu últim programa al capdavant de Las mañanas de Cuatro, ja que des de maig presenta la primera edició de Noticias Cuatro al costat d'Hilario Pino. A partir del 7 d'octubre va passar a presentar en solitari Noticias Cuatro 1.
El 2 de setembre de 2014 va publicar el seu primer llibre, Te regalaré el Mundo (Espasa). Una novel·la ambientada en dos temps, l'actual i el Madrid del segle xviii. El mateix any va prologar Off the record (Jot Down).

## Trajectòria televisiva
- Madrid Directo (presentadora substituta i reportera de la secció d'esports), Telemadrid.
- Telediario (reportera de la secció de cultura), TVE.
- Informativos (2000-2005, presentadora), CNN+.
- Noticias cuatro 1 (2005-2006, presentadora), Cuatro.
- Las mañanas de Cuatro (2006-2007, reportera i col·laboradora), Cuatro
- Informativos Telecinco (2007-2010, presentadora), Telecinco.
- El programa del verano (2010, presentadora substituta), Telecinco.
- Campanadas 2010-2011 (presentadora amb Sara Carbonero i Pilar Rubio), Telecinco
- Las mañanas de Cuatro (2011-2013, presentadora), Cuatro
- Las tardes de Cuatro (2012, presentadora), Cuatro
- Noticias Cuatro 1 (2013-, presentadora), Cuatro

A més de presentadora d'espais televisius de caràcter periodístic també ha participat en alguns espais televisius de ficció:
- Laberint d'ombres, aparició a tres capítols de la temporada 2000, on interpreta Vane.
- Esperanzas (2004), curtmetratge on interpreta Esperanza.
- Génesis: En la mente del asesino (sèrie, 2007), aparició especial com a presentadora d'informatius.
- La que se avecina (sèrie, 2008), com a presentadora d'informatius.